# Thomas Joseph Winning
Thomas Joseph Winning, né le 3 juin 1925 à Wishaw et décédé le 17 juin 2001, est un cardinal britannique, archevêque de Glasgow de 1974 à sa mort.

## Biographie

### Prêtre
Thomas Joseph Winning est ordonné prêtre le 18 décembre 1948 pour le diocèse de Motherwell en Écosse.

### Évêque
Nommé évêque auxiliaire de Glasgow avec le titre d'évêque in partibus de Lugmad (de) le 22 octobre 1971, il est consacré le 30 novembre suivant.
Le 23 avril 1974, il est nommé archevêque de ce même archidiocèse de Glasgow, charge qu'il assume jusqu'à sa mort le 17 juin 2001.

### Cardinal
Il est créé cardinal par Jean-Paul II lors du consistoire du 26 novembre 1994 avec le titre cardinal-prêtre de S. Andrea delle Fratte.

### Source
- (en) Fiche sur catholic-hierarchy.org